# Pareiorhina carrancas
Pareiorhina carrancas és una espècie de peix de la família dels loricàrids i de l'ordre dels siluriformes.

## Morfologia
- Els mascles poden assolir 4,1 cm de longitud total.[4]

## Hàbitat
És un peix d'aigua dolça i de clima tropical.

## Distribució geogràfica
Es troba a Sud-amèrica: Debaixo da Serra (petit rierol de la conca del riu Grande a Minas Gerais, Brasil).